# Дом губернатора (Пермь)
Дом губернатора в Перми находится на пересечении улиц Екатерининской и Сибирской в Ленинском районе города. Одно из старейших зданий города, в 1995 году включено в Перечень объектов исторического и культурного наследия федерального значения.

## История
Значительную часть своей истории здание использовалось как служебная квартира и приёмная пермских губернаторов. Здесь останавливались русские писатели А. И. Герцен (1835) и В. Г. Короленко (1881), в нём бывали А. Н. Радищев (1797), Е. А. Вердеревский (1848—1850), Н. Ф. Павлов (1853), Д. И. Менделеев (1899) и другие.

### XVIII век
Изначально здание (которое впоследствии перестраивалось) принадлежало чиновнику Ивану Даниловичу Прянишникову, прибывшему из Петербурга и ставшему в Перми в 1781 году председателем Верхнего земского суда. Вначале он жил с семьёй в доме вдовы Татьяны Кузнецовой на набережной Камы, а в конце 1780-х — начале 1790-х годов построил для своего большого семейства городскую усадьбу с просторным одноэтажным господским домом на углу Сибирской и Екатерининской улиц (в то время это была окраина города). Усадьба включала в себя многочисленные каменные и деревянные хозяйственные постройки, сад и небольшой парк. В доме был двухсветный зал, три окна которого на первом и антресольном этажах выходили на Сибирскую улицу — с этой же улицы был парадный подъезд. Расположенная вдоль Екатерининской улицы часть здания выходила торцом в сад. В то время это была одна из лучших усадеб в городе. В 1793 году в этом доме родился сын Прянишникова Фёдор.
Архитектором и строителем дома мог быть один из первых губернских архитекторов Г. Х. Паульсен. Дом был построен из лиственницы, которую обложили кирпичом и оштукатурили.

### XIX век
После отъезда Прянишникова в Петербург дом был продан его женой Марией богатому откупщику, вольскому купцу В. Злобину (купчая крепость была подписана 15 января 1803 года). После смерти В. Злобина в 1816 году выяснилось, что за ним числится большой долг по откупу, а дом Прянишникова был им заложен. Поэтому в 1817 году дом был продан с публичных торгов на погашение долга и приобретён коллежским регистратором Иосифом (Осипом) Фёдоровичем Арентом для своей дочери Евгении Иосифовны Барановой, муж которой был губернским прокурором.

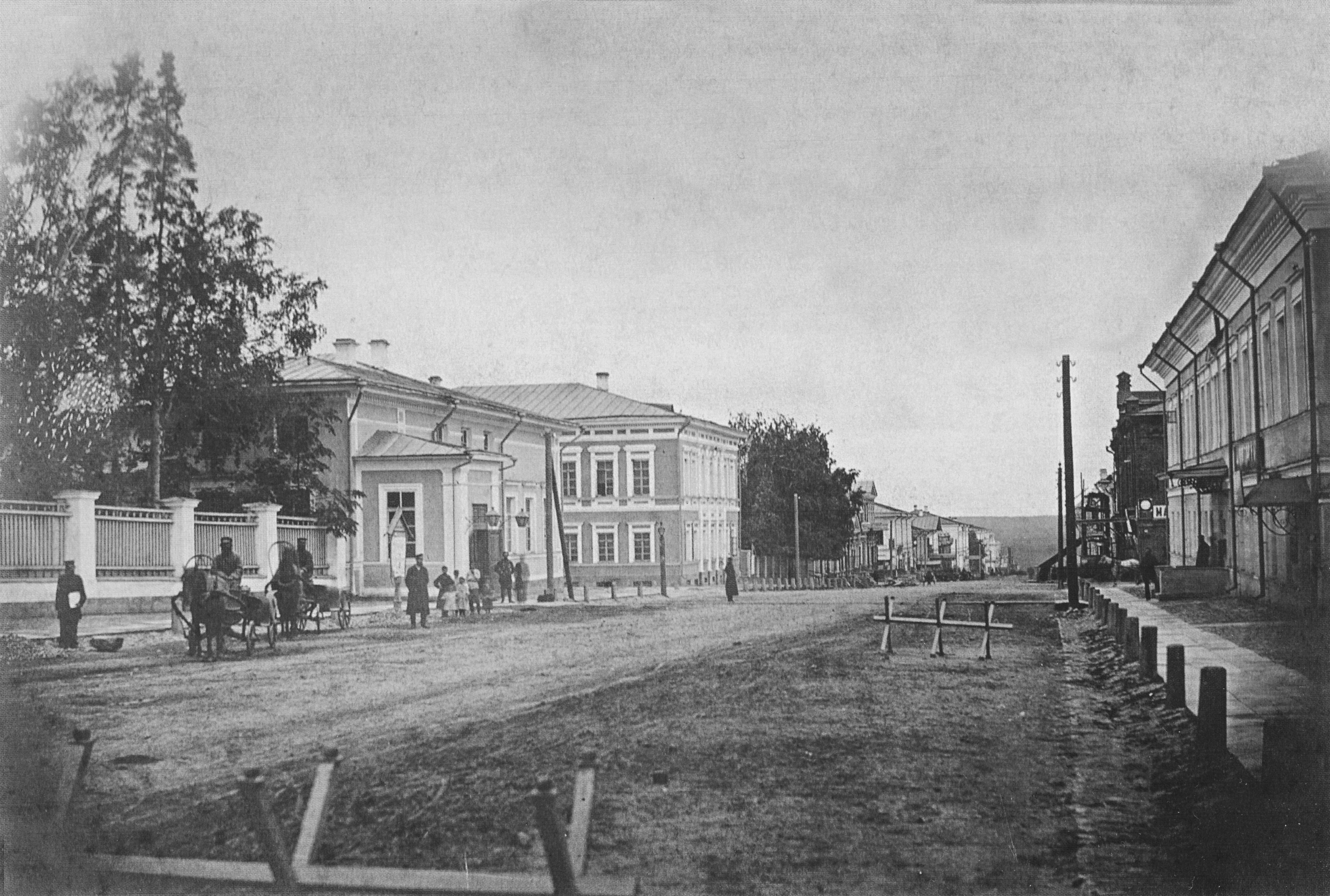
Дом губернатора с тамбуром со стороны Сибирской улицы (1870—1887)

После большого городского пожара в 1842 году, в котором сгорел и деревянный дом губернатора около Петропавловского собора, дом Е. И. Барановой был приобретён казной и перестроен под резиденцию губернатора. В доме была устроена приёмная губернатора, а канцелярия разместилась в отдельно стоящем деревянном флигеле на территории усадьбы, на углу улиц Сибирской и Вознесенской (ныне улица Луначарского). В 1845 году пермский губернатор И. И. Огарёв поселился в своей новой резиденции.

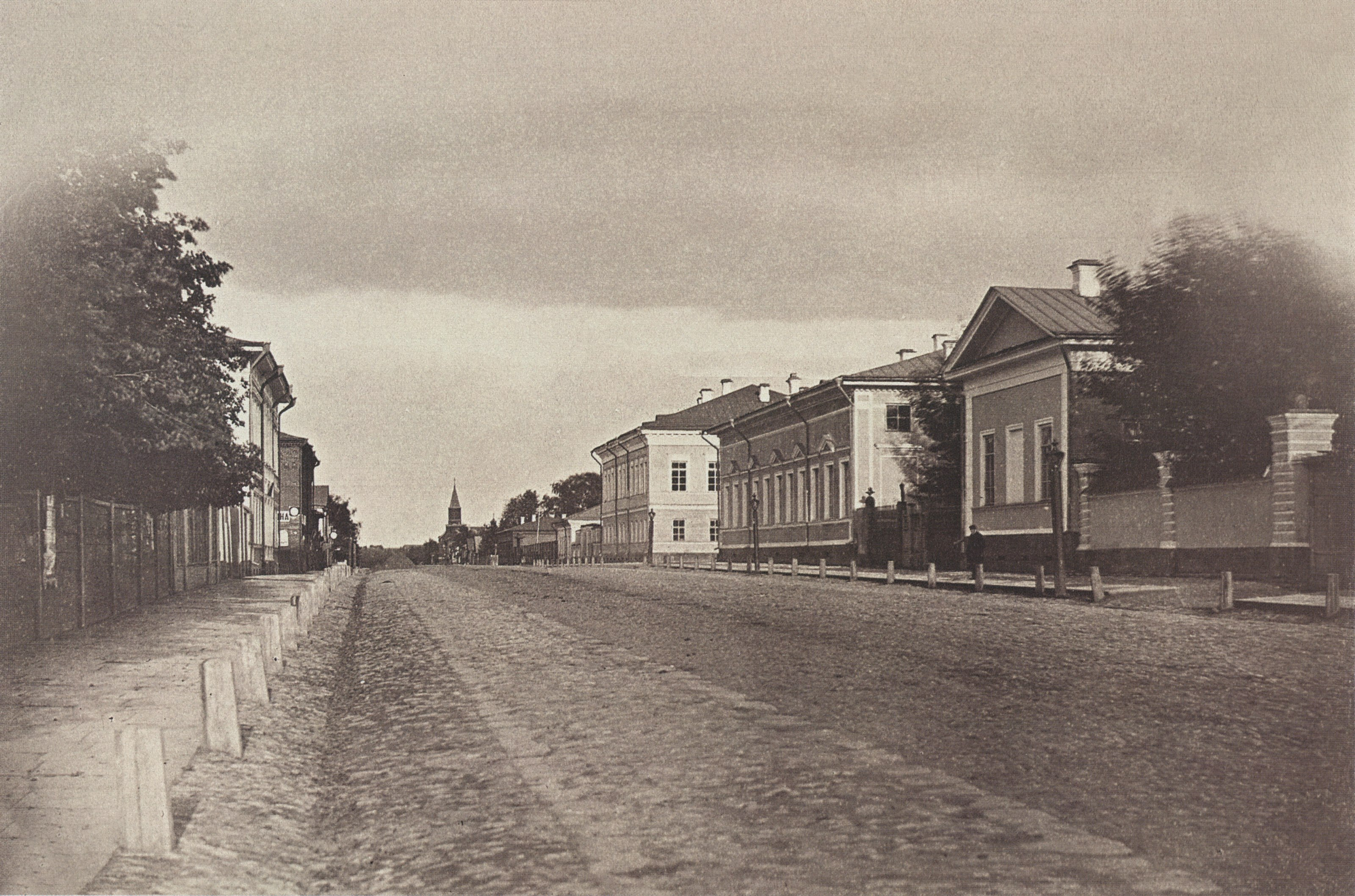
Дом губернатора со стороны Екатерининской улицы. Флигель справа в 1908 году будет объединён с основным зданием (1887—1901)

В 1855 году по распоряжению нового губернатора П. Н. Клушина в доме производился ремонт, при этом были снесены две капитальные стены со стороны двора и построена терраса. Очередной губернатор, К. И. Огарёв, посчитал дом холодным и поручил губернскому архитектору Г. П. Летучему составить проект на постройку нового дома в другом месте, но следующий губернатор А. Г. Лашкарёв в целях экономии средств казны отложил проект и ограничился ремонтом старого здания в 1862 году. В 1865—1870 годах в доме жил пермский губернатор Б. В. Струве, здесь родились трое из его шести сыновей — Александр, Михаил и Пётр.
До начала XX века губернаторский дом выглядел скромно — одноэтажное здание сохранило оформление фасадов в духе классицизма: прямоугольные окна были обрамлены наличниками с сандриками. На фасаде, обращённом на Екатерининскую улицу, прямые сандрики чередовались с треугольными — на улицу выходили одиннадцать окон. Здание было опоясано широким завершающим карнизом с сухариками. На фасаде, обращённом на Сибирскую улицу, гладкий фриз прерывался тремя окнами антресольного этажа.

### XX век

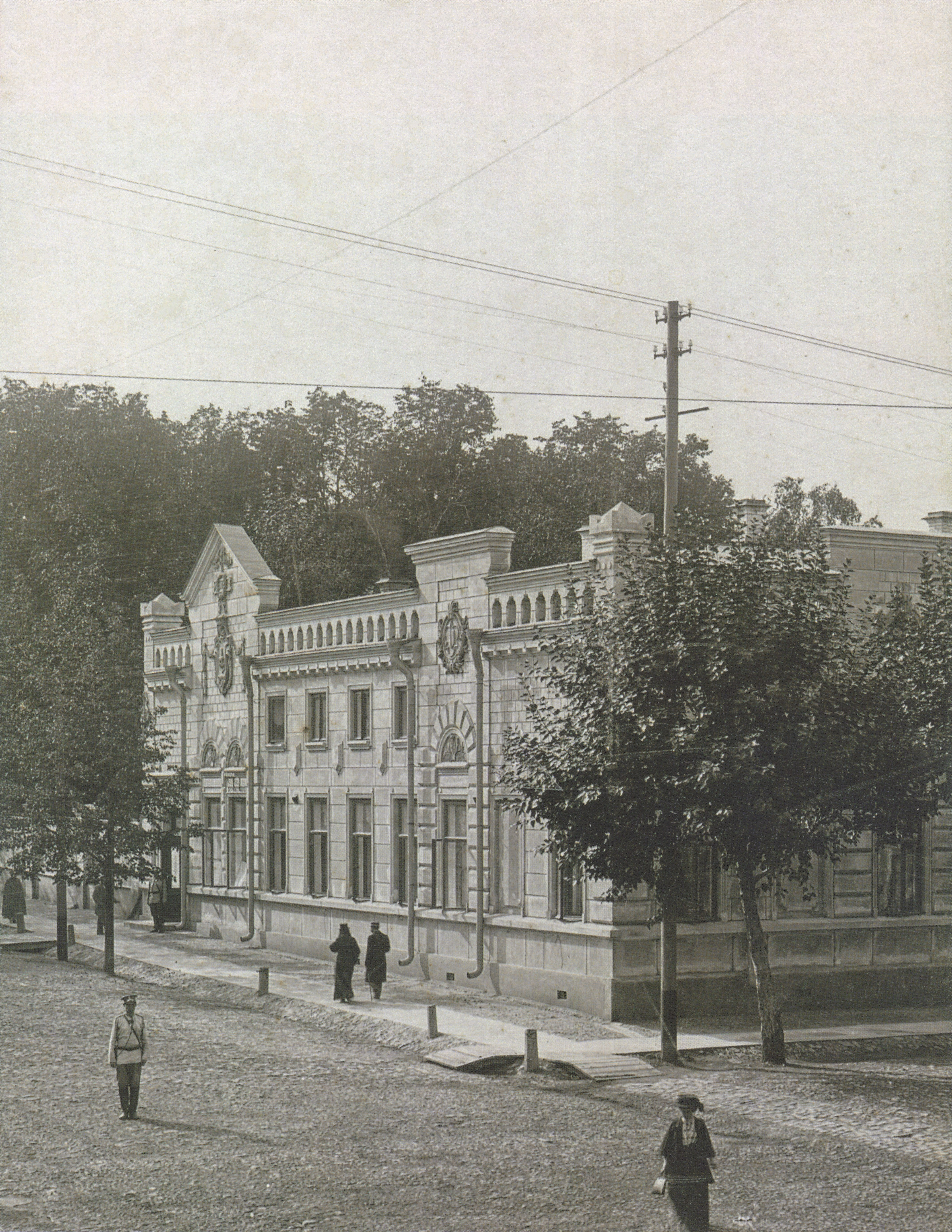
Дом губернатора (1908—1917)

В 1908 году по проекту архитектора В. В. Попатенко внешний вид здания был существенно изменён. Между основным зданием и флигелем по Екатерининской улице встроено кирпичное помещение с входом и каминным залом. Утрачен тамбур, выступавший на Сибирскую улицу — к южному торцу здания вдоль этой улицы сделана каменная пристройка, куда перенесён главный вход. Двухсветный зал расширен, для чего на антресольном этаже было пробито четвёртое окно. Фасады пристройки и основного здания приобрели пышный декор в духе эклектики — они расчленены большими выступами, завершёнными аттиками. Между аттиками и угловыми тумбами были установлены мощные парапеты, прорезанные арочками. Стены рустованы, окна обрамлены рамочными наличниками.
В 1917—1918 годах в бывшем губернаторском доме располагался Пермский городской Совет рабочих, крестьянских и солдатских депутатов во главе с председателем В. И. Решетниковым. Здесь же в 1917 году работала редакция местной большевистской газеты «Пролетарское знамя».
С 1920 до 1980-х годов в здании размещался Пермский городской туберкулёзный диспансер. В 1978 году во время ремонта были разобраны украшавшие здание парапеты. Из-за аварийного состояния к началу 1980-х годов здание планировалось снести, но усилиями общественности это удалось предотвратить. В 1985—1986 годах в части здания размещалась Пермская городская прокуратура, а 22 марта 1988 года здание было поставлено на государственный учёт как памятник истории и культуры местного значения.
В начале 1995 года президентским указом здание было включено в Перечень объектов исторического и культурного наследия федерального значения под наименованием «Дом губернатора».

### XXI век
В начале 2020-х годов в рамках подготовки к 300-летию Перми здание было отреставрировано — проведён капитальный ремонт фасада, кровли, цоколя, отмостки, крыльца центрального входа, кроме того, был восстановлен парапет и воссоздан исторический облик здания (последний раз до этого здание ремонтировалось в 1994 году), выполнена архитектурная подсветка. Работы проводились под контролем специалистов Государственной инспекции по охране объектов культурного наследия Пермского края и администрации Перми. В здании располагается департамент экономики и промышленной политики администрации Перми.

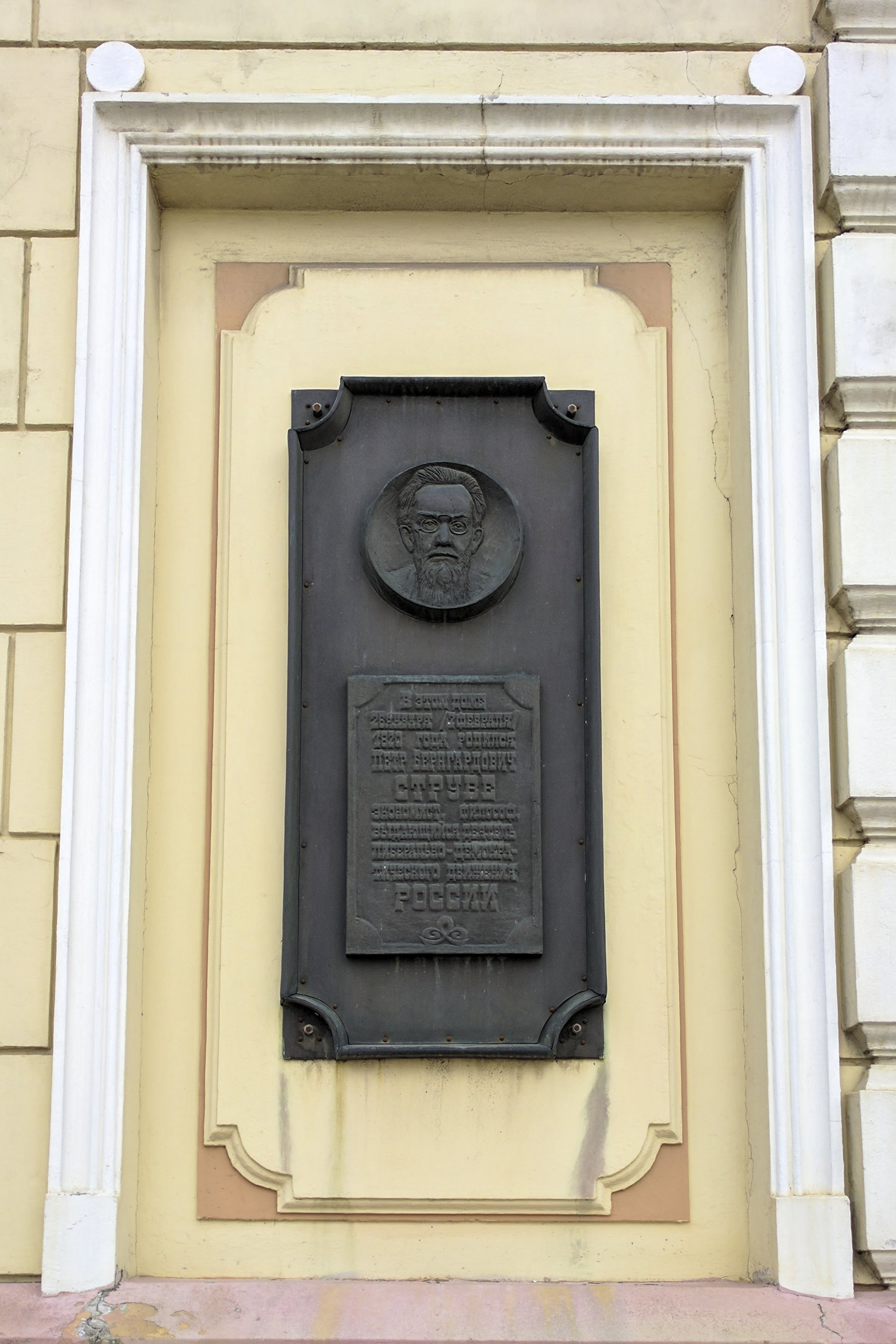
Мемориальная доска, посвящённая П. Б. Струве

На здании укреплены мемориальные доски, посвящённые В. И. Решетникову и П. Б. Струве, последняя установлена 26 января 1995 года к 125-летию со дня рождения — текст: «В этом доме 26 января 1870 года родился Петр Бернгардович Струве, экономист, философ, выдающийся деятель либерально-демократического движения России» (автор Н. Хромов).